# Lerema ancillaris
Lerema ancillaris is een vlinder uit de familie van de dikkopjes (Hesperiidae). De wetenschappelijke naam van de soort is voor het eerst geldig gepubliceerd in 1877 door Arthur Gardiner Butler.